# (146442) Dwaynebrown
(146442) Dwaynebrown est un astéroïde de la ceinture principale.

## Description
(146442) Dwaynebrown est un astéroïde de la ceinture principale. Il fut découvert le 20 août 2001 au Cerro Tololo par Marc William Buie. Il présente une orbite caractérisée par un demi-grand axe de 2,42 UA, une excentricité de 0,13 et une inclinaison de 2,2° par rapport à l'écliptique.